# Claudio Monteverdi
Claudio Giovanni Antonio Monteverdi (Cremona, 15 mei 1567 – Venetië, 29 november 1643) was een Italiaanse componist, dirigent en oorspronkelijk ook werkzaam als gambist en zanger.
Monteverdi’s werk markeert de overgang van renaissance- naar barokmuziek. Hij was een groot en in zijn tijd geëerd musicus. Na een lange periode van vergetelheid wordt hij nu weer volop uitgevoerd.
De door Monteverdi geschreven opera’s worden algemeen erkend als de onmiskenbare hoogtepunten, waarmee de canon van de Westerse opera begint.

## Biografie en werken

### Cremona en Mantua
Monteverdi werd geboren als oudste zoon in het gezin van een apotheker. Zijn jongere broer Giulio Cesare Monteverdi (1573–1630) zou ook als musicus en als zijn collega werkzaam zijn.
Monteverdi was muzikaal vroegrijp: tussen 1582 en 1590 publiceerde hij vijf boeken met composities (waaronder als laatste twee boeken met vijfstemmige madrigalen in 1587 en 1590). Op de titelpagina noemde hij zich een leerling van Marc’Antonio Ingegneri, maestro di capella in de kathedraal van Cremona. Het betreft werken in de traditionele stijl van zijn leermeester.
Cremona was de werkplaats van de familie Amati: een familie van vioolbouwers, met Stradivarius en Guarneri als beroemdste leerlingen. De meest talentvolle Amati, Girolamo Amati, was een tijdgenoot van Monteverdi.

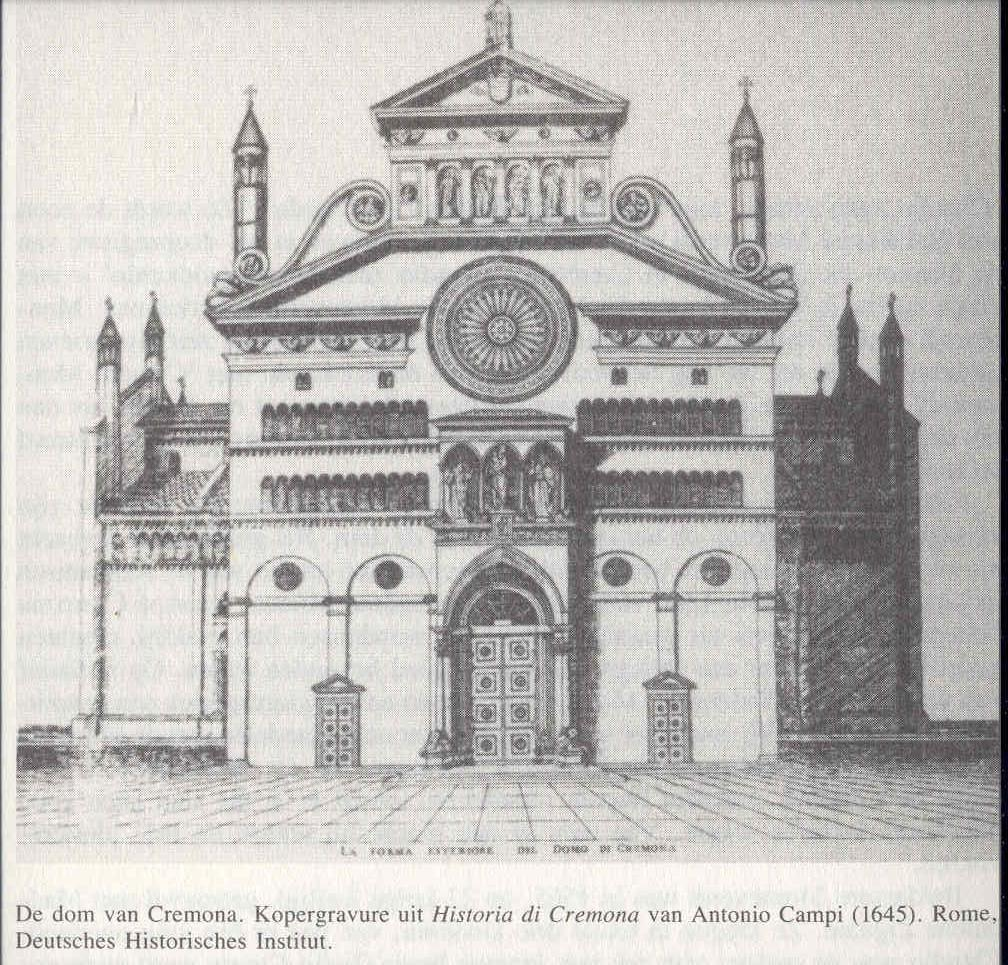
Dom Cremona in 1645

In 1590 of 1591 kreeg Monteverdi zijn eerste baan: muzikant (“vedelaar”) aan het hof van Vincenzo I Gonzaga, de hertog van Mantua. Hij werkte daar twaalf jaar onder de dirigenten Giaches de Wert en Benedetto Pallavicino, ook als zanger en later als hulpdirigent. In deze periode maakte Monteverdi in het gevolg van Vincenzo Gonzaga reizen naar Hongarije (1595) en de Spaanse Nederlanden (1599). Ze passeerden langs Spa, Luik en Antwerpen, om dan drie weken in Brussel door te brengen als gasten van Charles Philippe de Croÿ. Invloeden uit die landen zouden terug te vinden zijn in zijn muziek (met name Tancredi e Clorinda wordt genoemd).
Mantua had een aantrekkelijk muzikaal klimaat. Zo was Guglielmo I Gonzaga, de vader van Vincenzo, bevriend met Palestrina.
Aan het hof was een koor opgericht naar het model van het Concerto di Donne uit Ferrara. Met name de daarvoor gecomponeerde madrigalen uit boek 3–5 (1592–1605) vestigden de faam van Monteverdi als vernieuwend en gedurfd componist.
Monteverdi’s composities riepen ook weerstand op. Giovanni Maria Artusi, een kanunnik te Bologna, ging een jaren durende twist met Monteverdi aan. Monteverdi’s standpunt ging uit van de antithese van (wat hij noemde) de prima en de seconda prattica. Artusi hing de prima prattica aan, waarin de harmonie de volledige heerschappij had. Monteverdi voegde daar de seconda prattica aan toe, waarin de dichterlijke tekst boven de muziek ging. Vanuit deze overtuiging brak Monteverdi met de oude regels van de polyfonie en was het noodzakelijk om het recitatief, de basso continuo en (uiteindelijk) de opera te benutten. Dit is goed te herkennen in het vijfde boek madrigalen (1605). Dat bevat een aantal teksten gebaseerd op Il pastor fido (een herdersspel van Giovanni Battista Guarini, in 1598 opgevoerd in Mantua). Tevens bevat dit zes madrigalen voor solo met een basso-continuopartij, en Ahi, come a un vago sol, voor het eerst met een koor als refrein. Dit lijkt ook geïnspireerd door de toen al bestaande operastijl in Florence. Vanuit deze madrigaalpraktijk laat zich direct de vroege operastijl in l’Orfeo en Arianna begrijpen. Hij maakt in die opera’s ook gebruik van de stijl van operarecitatieven, zoals die bij zijn tijdgenoot in Florence Jacopo Peri (1561-1633) al eerder voorkomen.
Grote werken uit de tijd van Mantua zijn de opera l’Orfeo voor het carnaval van 1607 in opdracht van Francesco Gonzaga opgevoerd door de Accademia degli Invaghiti. Deze had zoveel succes dat Monteverdi al twee weken na de dood van zijn vrouw (10 september 1607) aan de slag moest voor het huwelijk tussen Francesco Gonzaga en Margaretha van Savoye (de dochter van Karel Emanuel I van Savoye). Hiervoor werden de opera Arianna en het ballet Mascherata dell’ ingrate gecomponeerd. In dat ballet figureerden vele Mantuaanse aristocratische dames alsook Francesco Gonzaga zelf.
In 1602 had Monteverdi burgerrechten in Mantua en een benoeming tot maestro di capella gekregen. Hij was in 1595 in het huwelijk getreden met een zangeres aan het hof, Claudia Cattaneo, die in 1607 overleed en Monteverdi met twee zoontjes achterliet.
In 1610 componeerde Monteverdi de Vespro della Beata Vergine (ook bekend als "Mariavespers") die hij om in de gunst van paus Paulus V te komen aan hem opdroeg. Hij begaf zich overigens zonder resultaat naar Rome om daar zelf een functie, dan wel een plek voor zijn zoon op het priesterseminarie te krijgen.
In 1612 werden Monteverdi en zijn broer na de dood van Vincenzo Gonzaga op staande voet ontslagen door Francesco Gonzaga. Dit ontslag was ingegeven door financiële motieven van de Gonzaga’s. Maar ook was er sprake van hertogelijk ongenoegen, omdat Monteverdi gesuggereerd had, dat hij elders ook zou kunnen gaan werken. Berooid bracht Monteverdi een jaar door in zijn ouderlijk huis te Cremona.

### Venetië
Op 19 augustus 1613 werd Monteverdi met algemene stemmen gekozen en aangesteld als maestro di cappella aan de San Marco in Venetië, als opvolger van G.C. Martinengo. Hij kreeg feitelijk de muzikale leiding van de stad en was daarmee financieel onafhankelijk geworden.
Zijn taak was het verschaffen van de geestelijke muziek bij het kerkelijk jaar en bij staatsbanketten. De doge was – als constitutioneel (dus niet absoluut) heerser – gebonden aan budgetten: de niet officiële wereldlijke muziek werd betaald uit particuliere beurzen en dat was wat Venetië betreft aanvankelijk ontoereikend voor opera’s.
De neerslag van 30 jaar componeren in de San Marco is de Selva morale e spirituale (1640) en het postuum verschenen Messa a quatro e salmi (1651) met net als de vroegere werken de dubbele stijlkenmerken van de prima en de secondo prattica.
Monteverdi kreeg van elders uit Italië (Parma) en met name toch ook weer Mantua opdrachten. De twaalf voornamelijk voor de hoven van Parma (bruiloft van hertog Odoardo Farnese met Margherita de' Medici (1628) en Mantua gecomponeerde opera’s c.q. scènes gingen alle verloren en zijn vaak alleen bekend uit brieven van Monteverdi. In Venetië voltooide hij het zesde (1614), zevende (1619) en achtste (1638) madrigalenboek. Postuum (1651) verscheen het Madrigali e Canzonette met onder andere fragmenten uit verder verloren gegane opera’s.
In het voorwoord tot het achtste madrigalenboek (Madrigali guerrieri e amorosi) (1638) verklaart Monteverdi de stile concitato als toevoeging tot de vroegere stile molle e temperato: nieuw gebruikte effecten zijn tremolo, pizzicato, om hartstocht of vechtlust uit te drukken.
Een mooi voorbeeld in dit achtste boek is de – op stanzen van La Gerusalemme liberata van Torquato Tasso gebaseerde – dramatische scène Tancredi e Clorinda (1624), waarin vooruitgelopen werd op deze stile concitato. Deze scène werd geschreven onder patronage van Girolamo Mocenigo (een voor Monteverdi belangrijke mecenas in Venetië), in wiens appartementen in het Palazzo Dandolo ook de première plaatsvond. Een publieke uitvoering vond plaats tijdens het carnaval van 1624 (of mogelijk 1625). Uit deze periode dateren verder slechts enkele overgeleverde fragmenten zoals het zeer populaire en wijd verspreide Lamento della Nimfa.

### De laatste Venetiaanse jaren
Monteverdi werd – vermoedelijk in 1632 – als geestelijke gewijd. Hij lijkt aanvankelijk niet betrokken te zijn geweest bij de eerste commerciële opera-onderneming in 1637 in Venetië. Wel werd in dat kader in het Teatro S. Moise een gereviseerde versie van zijn opera "Arianna" gebracht (1640).
In korte tijd schreef hij daarna voor de latere producties drie nieuwe grote opera’s: Il ritorno d’Ulisse in patria, Le Nozze d’Enea in Lavinia (verloren gegaan), l’Incoronazione di Poppea met premières in respectievelijk 1640, 1641 en 1643. De overgeleverde partituren zijn van rondtrekkende gezelschappen uit de vroege jaren vijftig van de 17e eeuw en bevatten waarschijnlijk ook muziek die niet van Monteverdi is.
Het betreft hier absolute hoogtepunten in het scheppen van Monteverdi. Er is een groot verschil in stijl met l’Orfeo. Monteverdi gaat in de richting, die zich later ontwikkelde tot de Napolitaanse opera met de da capo aria en het recitativo secco. Bij Monteverdi blijft dat qua maatvoering nog binnen dramaturgisch acceptabele grenzen (anders dan bij de latere "belcanto liefhebbers").
Het orkest wordt beperkt tot strijkers en continuo en het koor wordt ingeperkt of vervalt. Ook zijn er aanzetten voor het parlando en de opera buffa, zoals zich dat in de 18e eeuw verder zou ontwikkelen.
De Poppea is verder voor het eerst een opera op een niet-mythologisch, historisch thema.
Na een kort verblijf in zijn geboortestad Cremona overleed Monteverdi op 29 november 1643 te Venetië. Na een dubbele rouwdienst in de San Marco alsook de Santa Maria dei Frari werd hij in laatstgenoemde kerk ter ruste gelegd.

## Oeuvre

### Opera’s (korte inhoud)
In 1607 componeerde Monteverdi zijn eerste opera: l'Orfeo het verhaal van Orpheus en Eurydice zoals verteld in de Astronomia van Hyginus. Orfeo was bedoeld ter opluistering van het jaarlijkse carnaval van Mantua. De uitvoering was een succes. Met deze opera had Monteverdi op basis van de al in Florence ontwikkelde muziekstijl (door met name Jacopo Peri) op basis van onder andere de intermedio verder geperfectioneerd tot een echt dramma in musica (of zoals Monteverdi het noemde een "favola in musica").
Na Orfeo liet Claudio Monteverdi zich voor zijn volgende opera, Arianna, inspireren door de klassieke mythe van Ariadne op het eiland Naxos. Van het omvangrijke opera-oeuvre (minstens 18 opera’s) dat Claudio Monteverdi bij elkaar schreef, is er echter heel wat verloren gegaan. Tussen Orfeo (1607) en Il Ritorno d’Ulisse (1641) schreef Monteverdi minstens drie andere opera’s, die tot nu toe niet werden teruggevonden. Van de opera Arianna bleef enkel het libretto en de muziek van het lamento bewaard, de Lamento d’Arianna.
Il Ritorno d’Ulisse in Patria (1641) betreft de mythe van de terugkeer van Odysseus, Ulisse in het Italiaans, op Ithaka, het eiland waar hij koning is. Penelope, zijn trouwe vrouw wacht daar al 20 jaar op hem, maar wordt belaagd door minnaars.
l’Incoronazione di Poppea (1642) wordt wel gezien als het hoogtepunt van Monteverdi’s oeuvre. Het bevat tragische elementen, maar ook komische en dat laatste was nieuw. Verder werden de diverse karakters realistisch ingekleurd en waren de melodieën ongekend warm. De componist gebruikte voor dit werk een kleiner orkest dan gebruikelijk en schreef een minder prominente rol van het koor voor. Het werk heeft een niet geringe invloed gehad op de ontwikkeling van onder andere kerkmuziek. Het verhaal gaat (onder meer) over de historische personen Poppaea Sabina en keizer Nero.

### Overige werken
Naast de acht madrigaalboeken en opera’s (zie hierboven) schreef Monteverdi kerkmuziek. Dit is uitgegeven in twee verzamelingen:
Vespro della Beata Vergine (of wel Mariavespers) (ontstaan in 1607–1610; publ.: 1610). Deze verzameling heeft een symmetrie; wat suggereert dat het in een geheel zou moeten worden uitgevoerd. Maar Monteverdi heeft dit toch nooit zelf in een geheel uitgevoerd. Dat wordt nu onder andere voor plaatopnames wel gedaan. 
Selva morale e spirituale (“Moreel en geestelijk woud”) (1640) Ook deze verzameling van geestelijke stukken is van hoge kwaliteit. Door Monteverdi zelf aan het eind van zijn carrière in de San Marco gemaakte bloemlezing van wat hij vanaf 1613 aan kerkmuziek had gecomponeerd. Maar ook bevat het vijf madrigalen en het Lamento van Arianna (1608)
Er zijn ook nog minder bekende postume uitgaven van geestelijke muziek in 1650 verschenen.

### Stijl
De Florentijnse (vooral instrumentale) traditie van intermedio (tussenspel) en recitatiefstijl zoals belichaamd door Jacopo Peri zijn goed herkenbaar bij l’Orfeo. In de eerste akte en het begin van de tweede akte (huwelijk van Orpheus en Eurydice) wordt de sfeer bepaald door het naast elkaar plaatsen van koor- en instrumentale partijen zoals bekend van de intermedio’s. Het verhaal van Sylvia (tweede akte) over de dood van Eurydice is een uitwerking van de Florentijnse recitatiefstijl. Ook Peri gebruikte al de combinatie van ritme, toonhoogte en dissonanten om tegen een doorlopende bas ( basso continuo ) tekst te accentueren en emotionele inhoud over te brengen. Monteverdi was daar toch weer verfijnder in door op subtiele wijze teksten te herhalen en pauzes te laten vallen. Volgens tijdgenoten werd hij daar in geholpen door – belangrijke schakel – Ottavio Rinuccini, de librettist van de allereerste opera Dafne (1598), alsook Eurydice (1600) (getoonzet door Jacopo Peri).
Furore maakte Monteverdi met de Lamento di Arianne (1608). De klaagzang was door dit succes vast onderdeel van de opera’s. Overigens was de los staande lamento della nymfa (voor 1638) waarschijnlijk een belangwekkender voorbeeld voor Monteverdi, met een basso ostinato van vier noten.
Er gaapt een groot gat in de tijd tussen l’Orfeo (1607) en de laatste opera’s (vanaf 1641). O.a. door een brand in Mantua is veel materiaal verloren gegaan. Opvallend aspect is in elk geval de toename in het aantal vereiste solisten met juist inkrimping van het aantal instrumentale musici: bij l’Orfeo nog 6 solisten, bij de beide laatste elk meer dan 20. Dat schept ruimte voor het uitspannen van ingewikkelde intriges, maar ook tot het creëren van komische rollen. Door het inperken van de muziek gaat de concentratie volledig naar de dramatische ontwikkeling.
Aan de libretti laat zich de ontwikkeling van die tijd, van breukvlak renaissance/Barok naar volle Barok herkennen. Monteverdi wist in al deze decennia – op een superieure wijze de tekst en de sfeer van het libretto volgend -–steeds de dramatisch overtuigende juiste muzikale vorm te vinden.
Voor de laatste overgeleverde opera’s zal gezien het commerciële aspect (er was geen mecenas, maar er werd per plaats betaald) juist meer geïnvesteerd zijn in het aantrekken van topzangers (dus de beroemde castraten als publiekstrekker). Maar dat leidde bij Monteverdi niet tot de latere ontsporingen in de zin van leeg virtuozendom.
Monteverdi heeft geen puur instrumentale werken nagelaten. Toch had hij een blijvend effect op de orkestpraktijk met bijvoorbeeld de introductie van tremolo en pizzicato. Ook het inbrengen van een operaorkest in de godsdienstige muziekpraktijk was nieuw. Dit paste goed in de barok, de op decoratie en praal gerichte Contrareformatie.

## Andere aspecten

### Waardering in de loop van 4 eeuwen
Bij zijn leven was Monteverdi beroemd. Heinrich Schütz kwam bij hem studeren en had grote waardering voor Monteverdi. Constantijn Huygens verhaalt in 1620 over een concert onder de "zeer beroemde" Monteverdi, dat hij – op diplomatieke missie – in Venetië meemaakt en waarover hij verrukt is.
Na 1651 raakte Monteverdi vrijwel volledig in vergetelheid. De smaak verandert: de commerciële opera in Venetië neemt tot 1700 een hoge vlucht: er worden 17 theaters gebouwd en er worden 338 opera-uitvoeringen geteld. Pas in de loop van de 19e eeuw ontstond weer enige belangstelling, met name in Duitsland. In de periode van 1881 tot 1914 wordt een groot aantal werken opnieuw gepubliceerd. Dit culmineert in een volledige uitgave van zijn werken in de jaren 1926 tot 1942 door de Italiaanse componist Gian Francesco Malipiero. De opera’s van Monteverdi worden in de 2e helft van de 20e eeuw en begin van de 21e eeuw veel – ook in Nederland – uitgevoerd.

### Ensembles met de naam Monteverdi
Met name in de jaren vijftig en zestig werd Monteverdi als een recente herontdekking gezien. In die tijd opgerichte ensembles namen zijn naam aan. Deze ensembles maken nu stuk voor stuk deel uit van de muzikale top. Hun benaming kan verwarring wekken.
Monteverdi Choir: in 1964/1965 door John Eliot Gardiner opgericht gemengd koor in Cambridge (later verplaatst naar Londen). In barokrepertoire gespecialiseerd, soepel zingend, zeer homogeen ensemble van circa 30 (goeddeels professionele) zangers dat vele plaatopnames verzorgde. Onder hen waren enkele leden van de King’s Singers en sopraan Felicity Palmer. Het koor is bekend door het toepassen van verrassende effecten en originele repertoirekeuze.
Monteverdi Orchestra: in 1968 door John Eliot Gardiner opgericht als begeleidingsensemble bij zijn gelijknamige koor. Overigens treedt het orkest ook zelfstandig op in zeer gevarieerd repertoire van barok (Rameau, Couperin) tot de 20e eeuw (Webern, Tippett). Inzet van Gardiner en zijn musici is net als bij het koor niet zozeer het bereiken van een historisch correcte weergave als wel een stilistisch verantwoorde, muzikaal overtuigende interpretatie van de belangrijkste werken uit barok en classicisme.
Monteverdi-Chor: in 1955 door Jürgen Jürgens opgericht gemengd koor van circa 60 man. Was gelieerd aan het Italiaans instituut, later de universiteit van Hamburg. Aanvankelijk richtte ook dit koor zich op de muziek van Monteverdi; maar nu is er een zeer breed tot in de avant-garde reikend repertoire. Kreeg vele internationale prijzen op diverse concoursen alsook voor plaatopnamen (Das Alte Werk, Telefunken, Archiv). Als begeleidingsorkest in cantates en oratoria speelt vaak de Camerata Accademica, die in 1969 door Jürgens is opgericht en sinds 1977 op historische instrumenten speelt.